# Тулемайоки
Ту́лемайо́ки (Ту́лема; фин. Tulemajoki) — река в Пряжинском и Питкярантском районах Карелии. Вытекает из озера Тулмозеро, перепад от истока до устья — 71 м, протяжённость реки — 62 км, средний уклон — 1,15 м/км. Недалеко от истока (в 51 км от устья) в Тулемайоки впадает крупный правый приток Лоймож (в верховьях Лоймоланйоки). В 25 км от устья по правому берегу впадает река Исо-Кивийоки, в 17 км от устья — по правому берегу Пиени-Кивиоя. Впадает Тулемайоки в Ладожское озеро. Недалеко от места впадения расположен посёлок Салми.
На реке действуют две малые ГЭС:
- Суури-йоки ГЭС-25 (пос. Сууриёки, 1,28 МВт)
- Пиени-йоки ГЭС-24 (пос. Пиени-Йоки, 1,28 МВт)

## Бассейн
Тулемайоки не протекает ни через одно озеро, однако к бассейну реки относятся озёра: Кавадъярви, Евченъярви, Пиени-Ретсуярви, Сури-Ретсуярви, Вепсяислампи, Мульяна.

### Притоки
(от устья к истоку)
- Пиени-Кивиоя (правый)
- Исо-Кивийоки (правый)
- Лоймоланйоки (правый)

## Данные водного реестра
По данным государственного водного реестра России относится к Балтийскому бассейновому округу, водохозяйственный участок реки — Водные объекты бассейна оз. Ладожское без рр. Волхов, Свирь и Сясь, речной подбассейн реки — Нева и реки бассейна Ладожского озера (без подбассейна Свирь и Волхов, российская часть бассейнов). Относится к речному бассейну реки Нева (включая бассейны рек Онежского и Ладожского озера).
Код объекта в государственном водном реестре — 01040300212102000011334.